# اتم‌انرژوپروم
اتم‌انرژوپروم (روسی: AO Атомэнергопром) یک شرکت ۱۰۰٪ دولتی است که صنعت هسته‌ای روسیه را یکپارچه می‌کند. این شرکت بخشی از شرکت دولتی روس‌اتم است.